# Geiselwind
Geiselwind település Németországban, azon belül Bajorországban. Lakosainak száma 2736 fő (2023. december 31.). Geiselwind Burghaslach és Castell községekkel határos.

## Népesség
A település népessége az elmúlt években az alábbi módon változott:
| Lakosok száma | 472  | 649  | 1852 | 2016 | 2352 | 2351 | 2427 | 2454 | 2585 | 2736 |
|               | 1875 | 1950 | 1975 | 1987 | 2012 | 2014 | 2016 | 2017 | 2021 | 2023 |